# Liste der höchsten Statuen

Größenvergleich:
Statue der Einheit (Indien),
Zhongyuan-Buddha (Lushan),
Freiheitsstatue (New York),
Mutter-Heimat-Statue (Wolgograd),
Cristo Redentor (Rio de Janeiro),
David von Michelangelo (Florenz)

Die Liste der höchsten Statuen führt Statuen (Standbilder) mit einer Höhe von mindestens 30 Metern auf. Die Sockel und Unterbauten sind nicht mitgerechnet; deren Höhe wird aber (wo bekannt) angegeben. Die Liste umfasst freistehende dreidimensionale Stand- oder Sitzbilder, die einen ganzen Menschen oder ein ganzes Tier abbilden, sowie Gruppen solcher Figuren.
Einige sehr bekannte Monumentalstatuen erreichen die Höhe von 30 Metern nicht, beispielsweise die Große Sphinx von Gizeh (20 m) oder das Hermannsdenkmal (26,6 m).

## Listen
Als Standort wird meist eine Stadt genannt, vereinzelt ein Berg oder eine Provinz. Das Icon  führt zu verschiedenen Karten. Die Gesamthöhe entspricht der Summe aus Höhe der Statue und Sockelhöhe. Die Angaben sind teilweise gerundet. Die Spalte Jahr bezeichnet das Jahr der Fertigstellung.

### Bestehende Statuen
| Name                                                        | Motiv                         | Standort                                     | Staat |                                               | Gesamt- höhe | Höhe Statue | Höhe Sockel | Jahr     | Foto                         |
| ----------------------------------------------------------- | ----------------------------- | -------------------------------------------- | ----- | --------------------------------------------- | ------------ | ----------- | ----------- | -------- | ---------------------------- |
| Statue der Einheit                                          | Vallabhbhai Patel             | Sadhu Bet, nahe der Sardar-Sarovar-Talsperre | IND   | 21.837778 73.718889                           | 240 m        | 182 m       | 58 m        | 2018     |                              |
| Laykyun Setkyar                                             | Buddha                        | Khatakan Taung                               | MMR   | 22.0803 95.2893                               | 129,23 m     | 115,82 m    | 13,41 m     | 2008     |                              |
| Zhongyuan Buddha                                            | Buddha                        | Lushan, Pingdingshan, Provinz Henan          | CHN   | 33.77515 112.451016                           | 127,64 m (1) | 108,45 m    | 19,29 m     | 2002     |                              |
| Garuda-Wisnu-Kencana-Statue                                 | Vishnu mit Garuda             | Garuda Wisnu Kencana, Ungasan, Bali          | IDN   | -8.809808 115.168055                          | 121 m        | 75 m        | 46 m        | 2018     |                              |
| Ushiku Daibutsu                                             | Buddha (Amitabha)             | Ushiku, Präfektur Ibaraki                    | JPN   | 35.9825 140.22                                | 120 m        | 100 m       | 2× 10 m     | 1993     | Pic kunojyou                 |
| Guanyin-Statue von Nanshan                                  | Avalokiteshvara               | Sanya, Provinz Hainan                        | CHN   | 18.292683 109.208736                          | 108 m        | 78 m        | 30 m        | 2005     |                              |
| Mutter Ukraine                                              | Ukraine                       | Kiew                                         | UKR   | 50.4265 30.563111111111                       | 102 m        | 62 m        | 40 m        | 1981     |                              |
| Großer Buddha am Lingshan                                   | Buddha (Siddhartha Gautama)   | Wuxi, Provinz Jiangsu                        | CHN   | 31.431944444444 120.09138888889               | 100 m        | 88 m        | 12 m        | 1996     |                              |
| Sendai Dai-Kannon                                           | Avalokiteshvara               | Sendai, Präfektur Miyagi                     | JPN   | 38.300466 140.823559                          | 100 m        | –           | –           | 1991     |                              |
| Sekai Heiwa Dai-Kannon (dt. „Weltfrieden“)                  | Avalokiteshvara               | Awaji-shima, Präfektur Hyōgo                 | JPN   | 34.502949 134.976676                          | 100 m        | 80 m        | 20 m        | 1982     |                              |
| Freiheitsstatue                                             | Libertas                      | New York City, Bundesstaat New York          | USA   | 40.68923 -74.04447                            | 92,99 m      | 46,05 m     | 46,94 m     | 1886     |                              |
| Guanyin am Tsz Shan Kloster                                 | Avalokiteshvara               | Distrikt Tai Po, Hongkong                    | CHN   | 22.4750797 114.2044697                        | 82 m         | 76 m        | 6 m         | 2012     |                              |
| Großer Buddha von Ang Thong                                 | Buddha                        | Wat Muang, Provinz Ang Thong                 | THA   | 14.593644514444 100.38036346444               | 92 m         | –           | –           | 2008     |                              |
| Guishan Guanyin von Weishan                                 | Avalokiteshvara               | Changsha, Provinz Hunan                      | CHN   | 28.184887 111.963333                          | 99,1 m       | –           | –           | 2009     |                              |
| Hokkaidō Dai-Kannon                                         | Avalokiteshvara               | Ashibetsu, Präfektur Hokkaidō                | JPN   | 43.528177777778 142.19809444444               | 88 m         | –           | –           | 1989     | 国設芦別スキー場             |
| Mutter-Heimat-Statue                                        | Mutter Heimat                 | Mamajew-Hügel, Wolgograd, Oblast Wolgograd   | RUS   | 48.742361111111 44.537027777778               | 87 m         | 85 m        | 2 m (4)     | 1967     |                              |
| Guan Yu von Yuncheng                                        | Guan Yu                       | Yuncheng, Provinz Shanxi                     | CHN   | 34.916886 110.964076                          | 80 m         | 61 m        | 19 m        | 2010     |                              |
| Guanyin am Xiqiao Shan                                      | Avalokiteshvara               | Nanhai, Foshan, Provinz Guandong             | CHN   | 22.929851 112.972025                          | 76,9 m       | 61,9 m (5)  | 15 m        | 1998     |                              |
| Kaga Dai-Kannon                                             | Avalokiteshvara               | Kaga, Präfektur Ishikawa                     | JPN   | 36.325636753059 136.34878098965               | 73 m         | –           | –           | 1988     |                              |
| Großer stehender Maitreya                                   | Maitreya                      | Emei, Landkreis Hsinchu                      | TWN   | 24.681045 120.985651                          | 72 m         | –           | –           | 2011     |                              |
| Shōdoshima Dai-Kannon                                       | Avalokiteshvara               | Shōdoshima, Präfektur Kagawa                 | JPN   | 34.511931909632 134.21316862106               | 68 m         | –           | –           | 1995     |                              |
| Phra Phuttha Ratana Mongkhon Maha Muni                      | Buddha                        | Roi Et, Provinz Roi Et                       | THA   | 16.058556 103.650911                          | 67,85 m      | 59,20 m     | 8,65 m      | –        |                              |
| Jibo Dai-Kannon im Narita-san-Tempel                        | Avalokiteshvara               | Kurume, Präfektur Fukuoka                    | JPN   | 33.285445 130.534852                          | 62 m         | –           | –           | 1983     |                              |
| Guan Di von Jingzhou                                        | Guan Yu                       | Jingzhou, Provinz Hubei                      | CHN   | 30.341278 112.207917                          | 58 m         | 48 m        | 10 m        | 2016     |                              |
| Aizu Jibo Dai-Kannon                                        | Avalokiteshvara               | Aizu-Wakamatsu, Präfektur Fukushima          | JPN   | 37.553442 139.95369                           | 57 m         | –           | –           | 1987     |                              |
| Jalesveva-Jayamahe-Statue                                   | Indonesischer Marineoffizier  | Surabaya                                     | IDN   | -7.195455 112.739574                          | 56,9 m       | 30,8 m      | 26,1 m      | 1996     |                              |
| Tōkyō-wan-Kannon                                            | Avalokiteshvara               | Futtsu, Präfektur Chiba                      | JPN   | 35.263544 139.862437                          | 56 m         | –           | –           | 1961     |                              |
| Santa Rita de Cássia (Santa Cruz)                           | Rita von Cascia               | Santa Cruz, Bundesstaat Rio Grande do Norte  | BRA   | -6.239538 -36.020726                          | 56 m         | 50 m        | 6 m         | 2010     |                              |
| Vierge du Mas Rillier (Notre-Dame-du-Sacré-Coeur)           | Maria (Mutter Jesu)           | Mas Rillier, Miribel, Département Ain        | FRA   | 45.828919 4.950349                            | 52,60 m      | 32,60 m     | 20 m        | 1941     |                              |
| Christus-König-Statue (Świebodzin)                          | Jesus Christus                | Świebodzin, Woiwodschaft Lebus               | POL   | 52.236666666667 15.546666666667               | 52 m         | 36 m        | 16 m        | 2010     |                              |
| Buddha Dordenma                                             | Buddha (Siddhartha Gautama)   | Thimphu, Distrikt Thimphu                    | BTN   | 27.444192 89.64788                            | 51,5 m       | ca. 40 m    | ca. 10 m    | 2010 (2) |                              |
| Virgen del Socavón                                          | Maria (Mutter Jesu)           | Oruro, Departamento Oruro                    | BOL   | -17.974699 -67.120624                         | 45,4 m       | 36,8 m      | 8,6 m       | 2013     | Monumento Virgen del Socavón |
| Sacred Heart of Jesus Shrine                                | Jesus Christus                | Roxas City, Provinz Capiz                    | PHL   | 11.54805 122.72763                            | 40,1 m       | 31 m        | 9,1 m       | 2015     |                              |
| Der segnende Christus (Manado), Kristus kase Berkat         | Jesus Christus                | Manado, Provinz Sulawesi Utara               | IDN   | 1.438092 124.847753                           | 50 m         | 30 m        | 20 m        | 2007     |                              |
| Usami Dai-Kannon\|Sekai Heiwa Dai-Kannon (Usami Dai-Kannon) | Avalokiteshvara               | Itō, Präfektur Shizuoka                      | JPN   | 35.023794 139.064239                          | 50 m         | –           | –           | 1982     |                              |
| Monument de la Renaissance africaine                        | afrikanische Familie          | Dakar, Département Dakar                     | SEN   | 14.722094 -17.494981                          | 49 m         | –           | –           | 2010     |                              |
| Dai-Kannon von Kamaishi                                     | Avalokiteshvara               | Kamaishi, Präfektur Iwate                    | JPN   | 39.256532 141.900895                          | 48,5 m       | –           | –           | 1970     |                              |
| Samantabhadra-Statue auf dem Goldgipfel                     | Samantabhadra                 | Emei Shan, Sichuan                           | CHN   | 29.51 103.33166944444                         | 48 m         | 42 m        | 6 m         | 980      |                              |
| Virgen de la Paz                                            | Maria (Mutter Jesu)           | Trujillo, Bundesstaat Trujillo               | VEN   | 9.348247 -70.462827                           | 46,72 m      | –           | –           | 1983     |                              |
| Nacimiento de Un Hombre Nuevo                               | Christoph Kolumbus            | Sevilla, Provinz Sevilla                     | ESP   | 37.427575 -5.992813                           | 45 m         | –           | –           | 1995     |                              |
| Großer Buddha von Phuket                                    | Buddha                        | Phuket, Provinz Phuket                       | THA   | 7.82768 98.3129                               | 45 m         | –           | –           | 2008     |                              |
| Kailashnath Mahadev                                         | Shiva                         | Sanga, Distrikt Kabhrepalanchok, Bagmati     | NPL   | 27.646122 85.474314                           | 43,6 m       | –           | –           | 2010     |                              |
| Murugan-Statue                                              | Murugan                       | Batu Caves, Gombak, Kuala Lumpur             | MYS   | 3.2333333333333 101.66666666667               | 42,7 m       | –           | –           | 2006     |                              |
| Aljoscha-Monument                                           | Soldat des Zweiten Weltkriegs | Murmansk, Oblast Murmansk                    | RUS   | 68.993056 33.071667                           | 42,5 m       | 35,5 m      | 7 m         | 1974     |                              |
| Großer Byakue Kannon von Takasaki                           | Avalokiteshvara               | Takasaki, Präfektur Gunma                    | JPN   | 36.311105 138.980677                          | 41,8 m       | –           | –           | 1936     |                              |
| Virgen de El Panecillo                                      | Maria (Mutter Jesu)           | Quito, Provinz Pichincha                     | ECU   | -0.228867 -78.518622                          | 41 m         | 30 m        | 11 m        | 1976     |                              |
| Veera Abhaya Anjaneya Hanuman Swami                         | Hanuman                       | Paritala, Bundesstaat Andhra Pradesh         | IND   | 16.646867 80.423355                           | 41 m         | –           | –           | 2003     |                              |
| Guanyin von Lianhuashan                                     | Avalokiteshvara               | Lianhuashan, Provinz Guangzhou               | CHN   | 22.991088811633 113.50034594536               | 40,88 m      | –           | –           | 1994     |                              |
| Cristo de la Concordia                                      | Jesus Christus                | Cochabamba, Departamento Cochabamba          | BOL   | -17.38445 -66.134557                          | 40,44 m      | 34,20 m     | 6,24 m      | 1994     |                              |
| Christus von Vũng Tàu Tượng Chúa Kitô Vua                   | Jesus Christus                | Vung Tau, Provinz Bà Rịa-Vũng Tàu            | VNM   | 10.3264 107.084                               | 42,5 m       | 32 m        | 10,5 m      | 1993     |                              |
| Morelos-Statue                                              | José María Morelos            | Janitzio                                     | MEX   | 19.573611 -101.651944                         | 40 m         | –           | –           | 1934     |                              |
| Reiterstandbild des Dschingis Khan                          | Dschingis Khan                | Tsonjin Boldog, Töw-Aimag (Provinz)          | MNG   | 47.807927777778 107.53689722222               | 40 m         | 30 m        | ca. 10 m    | 2008     |                              |
| Cristo Resucitado                                           | Jesus Christus                | Tlalnepantla, Bundesstaat México             | MEX   | 19.562014 -99.184463                          | 40 m         | 33 m        | 7 m         | 1981     |                              |
| Jesus Buntu Burake                                          | Jesus Christus                | Tana Toraja                                  | IDN   |                                               | 40 m         | -           | -           | 2015     |                              |
| Cristo Redentor (Rio de Janeiro)                            | Jesus Christus                | Rio de Janeiro, Bundesstaat Rio de Janeiro   | BRA   | -22.951586111111 -43.210747222222             | 38 m         | 30 m        | 8 m         | 1931     |                              |
| Adiyogi-Shiva                                               | Shiva                         | Coimbatore                                   | IND   | 10.972222 76.740556                           | 34 m         | -           | -           | 2017     |                              |
| Mangal Mahadev                                              | Shiva                         | Ganga Talao                                  | MUS   | Koordinaten: 20° 24′ 58,4″ S, 57° 29′ 32,5″ O | 33 m         | -           | -           | 2007     |                              |
| Tudigong-Statue des Hongludi-Tempels                        | Tudigong                      | Zhonghe, Neu-Taipeh                          | TWN   | 24.972361111111 121.49833333333               | –            | 33,2 m      | –           | 1996     |                              |
| Phra Phuttha Bharameedharm Chamruslok am Wat Machimmaram    | Buddha                        | Kota Bharu, Tumpat District, Kelantan        | MYS   | 6.1860708 102.1065648                         | –            | 30 m        | –           | 2001     |                              |
| The Kelpies                                                 | Kelpien                       | Falkirk, Schottland                          | UK    | 56.0191 -3.7553                               | –            | 30 m        | –           | 2013     |                              |

### Geplante und im Bau befindliche Statuen (> 30 m)
| Name                        | Motiv               | Standort                                                 | Status                                            |                      | Höhe Statue | Höhe Sockel | Gesamt- höhe |
| --------------------------- | ------------------- | -------------------------------------------------------- | ------------------------------------------------- | -------------------- | ----------- | ----------- | ------------ |
| Crazy Horse Memorial        | Crazy Horse         | Black Hills, Bundesstaat South Dakota Vereinigte Staaten | im Bau, 1948–?                                    | –                    | 172 m       | –           | 172 m        |
| Bokor Buddha-Statue         | Buddha              | Bokor Mountain, Provinz Kampot Kambodscha                | im Bau seit 2023, Fertigstellung geplant für 2027 | 10.709479 103.954498 | 108 m       | –           | –            |
| Marienstatue von Montemaria | Maria (Mutter Jesu) | Bucht von Batangas City, Provinz Batangas Philippinen    | im Bau, 2007–21                                   | –                    | 96 m        | 21 m        | 117 m        |
| Shivaji-Statue (Mumbai)     | Shivaji             | Mumbai, Bundesstaat Maharashtra Indien                   | im Bau, 2008–19                                   | –                    | 48,5 m      | 45,7 m      | 94,2 m       |
| Noahstatue                  | Noah                | Tapanuli Tengah Indonesien                               | im Bau, 2007–                                     | –                    | 80 m        | –           | –            |
| Jesus von Huila             | Jesus Christus      | Palermo, Departamento del Huila Kolumbien                | geplant 2017–                                     | –                    | 80 m        | –           | –            |
| Maitreya-Statue             | Buddha (Maitreya)   | Kushinagar, Bundesstaat Uttar Pradesh Indien             | im Bau 2013–                                      | –                    | –           | –           | 152 m        |
| Maitreya-Statue             | Buddha (Maitreya)   | Bodhgaya, Bundesstaat Bihar Indien                       | in Planung                                        | –                    | –           | –           | 46 m         |
| Jesus-Christus-Statue       | Jesus Christus      | Armenien, Berg Hatis                                     | im Bau, Fertigstellung geplant für 2025           | –                    | 33 m        | 44 m        | 77 m         |

### Nicht mehr existierende Statuen (> 30 m)
| Name                       | Motiv  | Standort                | Status                                                                                 | Höhe Statue | Höhe Sockel | Gesamt- höhe |
| -------------------------- | ------ | ----------------------- | -------------------------------------------------------------------------------------- | ----------- | ----------- | ------------ |
| Buddha-Statuen von Bamiyan | Buddha | Bamiyan-Tal Afghanistan | im März 2001 durch die Taliban zerstört, Trümmer geborgen, Rekonstruktionspläne ruhend | 53 m        | –           | –            |
| Koloss von Rhodos          | Helios | Rhodos Griechenland     | 227/226 v. Chr. zerstört durch Erdbeben, Überreste seit ca. 654 nicht mehr vorhanden   | > 30 m      | –           | –            |
| Koloss des Nero            | Nero   | Rom Italien             | zerstört (Zeitpunkt unbekannt)                                                         | ca. 35 m    | –           | –            |